# Ellefeld
Ellefeld település Németországban, azon belül Szászország tartományban. Lakosainak száma 2496 fő (2023. december 31.).

## Népesség
A település népességének változása:
| Lakosok száma | 2595 | 2559 | 2532 | 2531 | 2496 |
|               | 2017 | 2019 | 2021 | 2022 | 2023 |